# Fort benoorden Purmerend

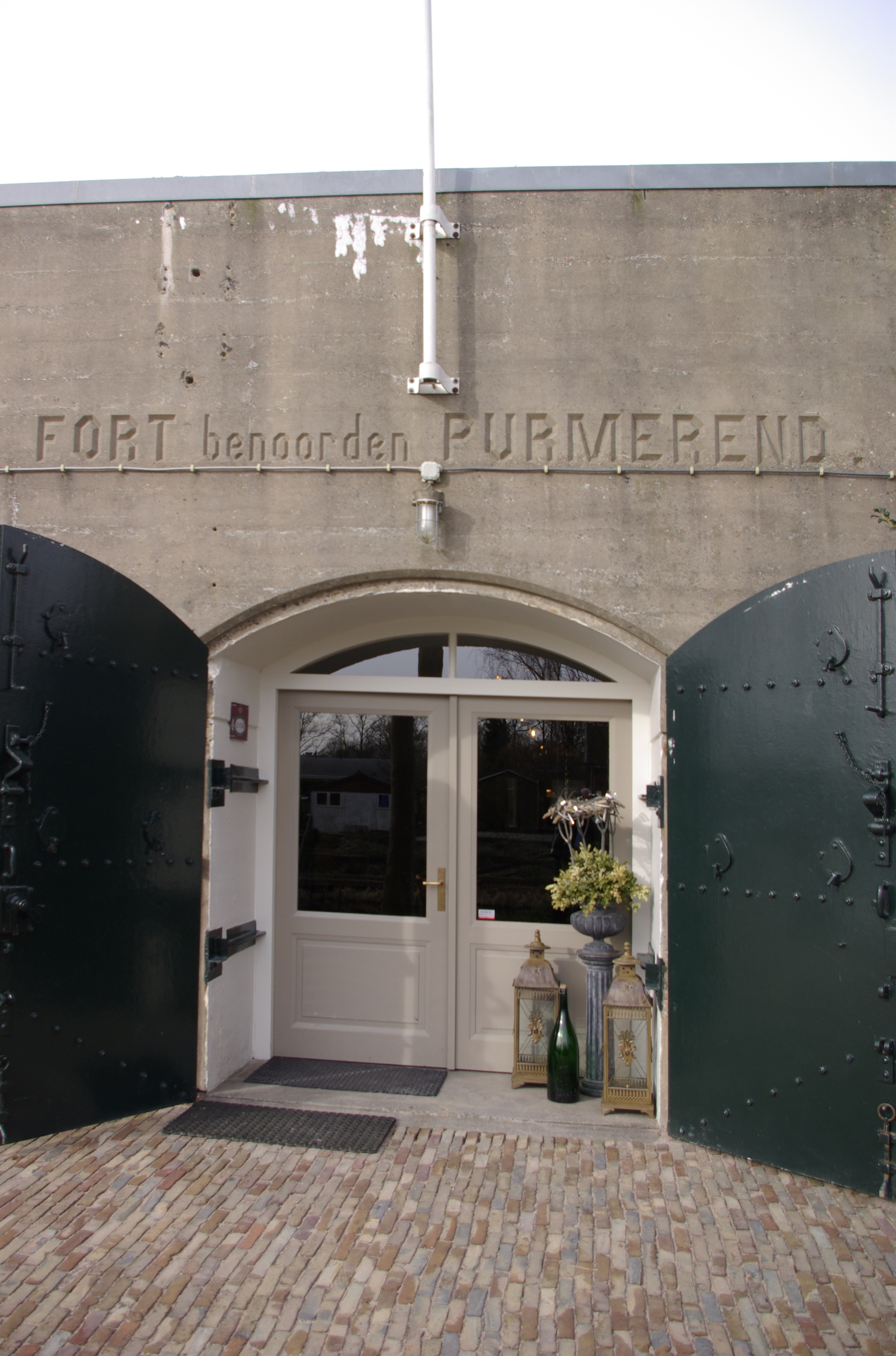
Ingang fort met naam boven de deur

Het Fort benoorden Purmerend is een fort van de Stelling van Amsterdam. Het is gelegen in de polder en gemeente Beemster, nabij de plaatsen Zuidoostbeemster, Purmerend en Kwadijk.
Het fort en de bijbehorende gebouwen zijn aangelegd in de periode 1886-1912. Fort benoorden Purmerend, soms ook onterecht Fort Kwadijk genoemd vanwege de ligging aan de Kwadijkerweg, werd aangelegd ter verdediging van de accessen gevormd door Beemsterringdijk, Purmerenderweg en Rijperweg in de Beemster. Het verdedigbaar aardwerk was in 1895 gereed. Het bomvrije hoofdgebouw uit 1912 is door overdekte poternes met de twee hefkoepelgebouwen verbonden.

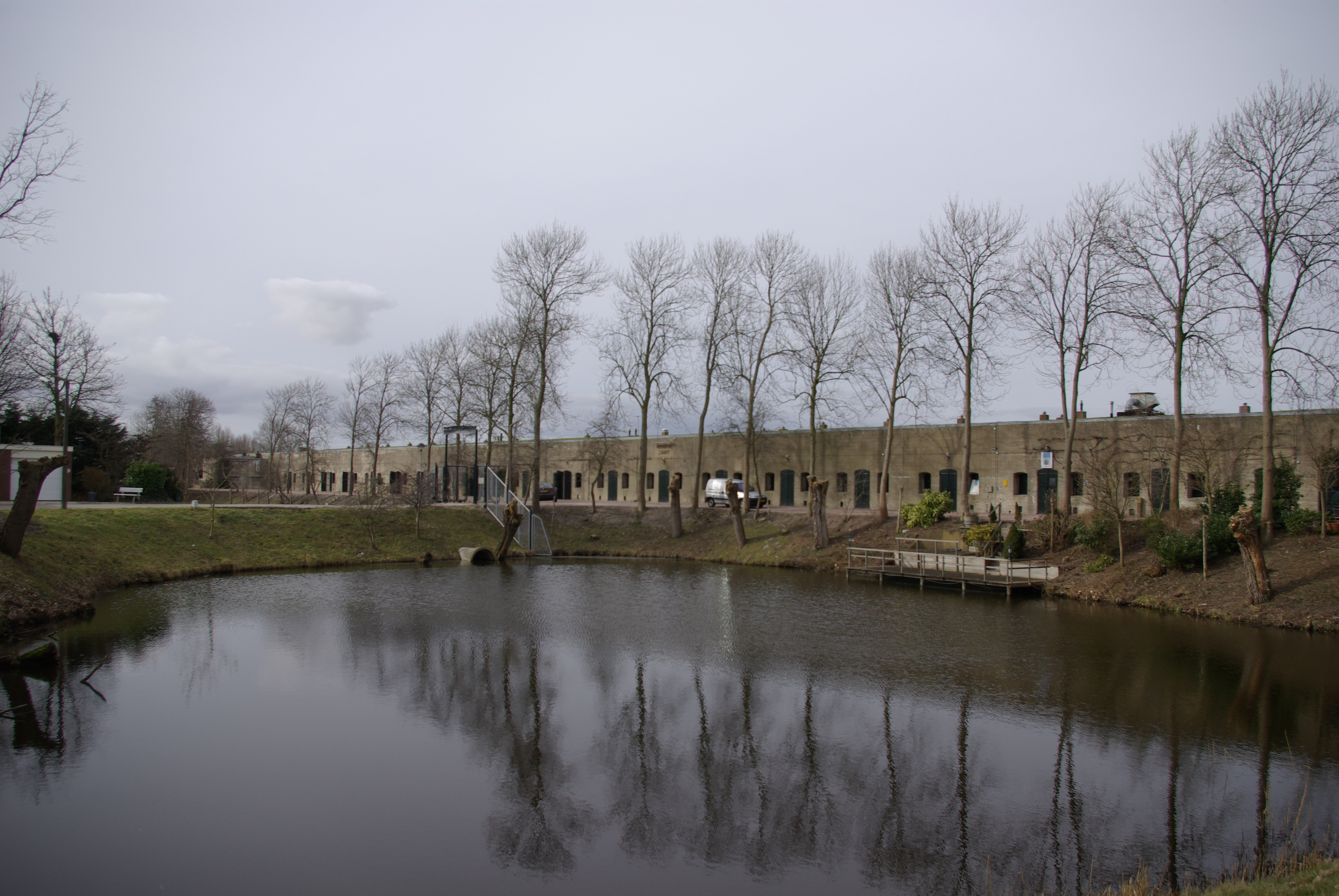
Keelzijde van het fort

In 1945 is het fort gebruikt voor het gevangen houden van mensen die verdacht en of veroordeeld waren wegens collaboratie met Duitse bezetters in de toen afgelopen Tweede Wereldoorlog.
Sinds 1981 worden de gebouwen gebruikt door een importeur van wijn.